# Сен-Леже-ле-Мелез
Сен-Леже́-ле-Меле́з (фр. Saint-Léger-les-Mélèzes, окс. Sant Lagier) — коммуна во Франции, находится в регионе Прованс — Альпы — Лазурный Берег. Департамент коммуны — Верхние Альпы. Входит в состав кантона Сен-Бонне-ан-Шансор. Округ коммуны — Гап.
Код INSEE коммуны — 05149.

## Население
Население коммуны на 2008 год составляло 318 человек.
| 1962 | 1968 | 1975 | 1982 | 1990 | 1999 | 2008 |
| ---- | ---- | ---- | ---- | ---- | ---- | ---- |
| 115  | 137  | 224  | 190  | 182  | 228  | 318  |

## Экономика
Основу экономики составляют сельское хозяйство и зимний туризм (горнолыжный спорт).
В 2007 году среди 176 человек в трудоспособном возрасте (15—64 лет) 132 были экономически активными, 44 — неактивными (показатель активности — 75,0 %, в 1999 году было 71,1 %). Из 132 активных работали 129 человек (71 человек и 58 женщин), безработными были 3 мужчин. Среди 44 неактивных 15 человек были учениками или студентами, 16 — пенсионерами, 13 были неактивными по другим причинам.

## Фотогалерея
- Сен-Леже-ле-Мелез